# ホールドアップ!
『ホールドアップ!』は、原作：史村翔（武論尊）、作画：弓月光による日本の漫画作品。『週刊少女マーガレット』（集英社）にて1981年から1982年にかけて連載された。コミックスは全4巻。

## 概要
武論尊初の、連載少女漫画用原作。当時、『ジャンプ』の副編集長だった人が『マーガレット』に異動した際に、武論尊からの「おみやげ」として作成された。武論尊が弓月光の絵が大好きであることからも（インタビューより）、楽しんで作成できたとのことである。ただし、少女漫画で女の子を脱がせたため、あまり評判は良くなかった。

## ストーリー
見た目も性格も水と油な2人の金持ち子女の婦警が、同僚のハンサムな刑事を挟み、恋に事件に大騒動を巻き起こす痛快コメディー。2人の親がもともと対立しており、両家の面子の問題から抗争がエスカレートしていく。両家の抗争の度合いとして、共通肉体言語（徒手格闘）から始まり、大型拳銃・マシンガン・バズーカ砲・戦車・対空砲・F-15イーグル戦闘機（自衛隊装備品、F-15DJ型）まで持ち出しての「仲良く喧嘩」である。

## 登場人物
三崎ないる
南部デパート令嬢。明るくて健康が取柄のじゃじゃ馬娘。高校時代のテニス部合宿で沖島に一目惚れし、婦人警官となって沖島のいる渋谷署に着任する。沖島を射止めるために、詩織と壮絶なガチンコ勝負を繰り広げる。
鈴村詩織
日本橋デパート令嬢。淑やかで家庭的な面も持つ娘であるが、本質は「ないる」と同じである。ないる同様、沖島に一目惚れし、渋谷署に着任し、何かとないると張り合う。
沖島康彦
渋谷署きっての敏腕刑事。ないる&詩織のターゲット。2人に自分を諦めさせるためにあれこれ画策するが、策士策に溺れ、最終的にどちらかとの結婚選択を余儀なくされる。
三崎父
三崎デパート社長、元戦車兵。娘の恋路を応援するため、（たぶん）六四式戦車を繰り出す。
鈴村父
元帝国海軍上飛曹。娘の恋路を応援するため、ジェット用ヘルメットの上から「七生報国」の鉢巻を巻き、自衛隊からレンタルしたF-15DJに自ら乗り込む。後席は栗田操縦士。
大谷署長
渋谷署の署長。ないると詩織のドタバタにより神経性脱毛症を発症し、頭髪が不自由になる。牛が友達。
牛
哺乳類偶蹄目ウシ科。クダン（件）ではないが、人語を解する。海を泳いで渡るほど、大谷署長を大事なマブダチと思っている。目つきが悪い。
栗田
元自衛隊、F-15パイロット（イーグルドライバー）。三崎・鈴村両親子の抗争に巻き込まれて自衛隊を退職し、ヘリパイロットとして鈴村デパート航空部に再就職している。
日本国首相
別荘でのんびり、ラクダのシャツにステテコというリラックスした姿で鯉に餌をやっていた所、撃墜されたF-15DJ（操縦：鈴村父）により家屋炎上の挙句、射出した鈴村父・栗田操縦士に不時着される。

## テレビドラマ
1985年4月22日、単発ドラマとして本作を原作にした『月曜ドラマランド・特別機動少女隊ホールドアップ!!』がフジテレビ系のpm 7:30～8:54に放映。脚本は水谷龍二、演出は若松節朗。主演は少女隊で、ないると詩織の他にドラマオリジナルのヒロイン・西園愛子を加えた婦警トリオが主人公。沖島役は竹本孝之。共演は塩沢とき、小松政夫ほか。内容は「月曜ドラマランド」枠の諸作の例に倣い、主人公の頭数の増加以外にも、相応の脚色が加えられている。

### キャスト
- 三崎ないる - 市川三恵子（少女隊）
- 鈴村詩織 - 藍田美豊（少女隊）
- 西園愛子 - 安原麗子（少女隊）
- 沖島康彦 - 竹本孝之
- 中島睦子 - 小野みゆき
- 平田勇 - 阿藤快
- 岩村光雄 - 大地康雄
- ジョー・ヘルナンデス - レオ・メンゲッティ
- 小谷一郎 - 佐渡稔
- 水島真治 - アゴ勇
- 丸井三郎 - 江藤博利
- 吉田隊長 - 神田橋満
- 結城和美 - 吉田光希
- 堀俊彦 - 橋本春彦
- 大木健太郎 - 吉田宏
- 会沢玲子 - 片桐亜里沙
- 警官・佐藤 - 海一生
- 藤原 - 堀勉
- 田所 - 田所完一
- 警官・木下 - 稲葉年治
- コウジ - 山本亨
- マサル - 佐久間浩司
- 少女 - 広瀬珠実
- 立石万造 - 八名信夫
- 諸星清吉 - 小松政夫
- 大塩とき子 - 塩沢とき
- 早坂平四郎 - 神山繁

### スタッフ
- 原作 - 武論尊、弓月光
- 脚本 - 水谷龍二
- 音楽 - 佐々永治
- 演出 - 若松節朗
- 主題歌 - 少女隊「ホールドアップ!」（ブロードウェイレコード）
- 挿入歌 - 少女隊「素直になってダーリン」（ブロードウェイレコード）
- 演出補 - 鈴木雅之
- アクション - 橋本春彦
- カースタント - タカハシレーシング
- 企画 - 久保田榮一、石川泰平、宅間秋史
- プロデュース - 大黒章弘、福本義人
- 制作担当プロデューサー - 塩沢浩二
- 制作協力 - ボンド企画、レッドパスエンタープライズ
- 制作 - フジテレビ、テレパック

## 関連作品
この作品を元に、弓月光の「まじだよ!!」が生まれた。「まじだよ!!」は『月刊少年ジャンプ』（集英社）1987年（昭和62年）6月、8月、10月号～1988年（昭和63年）7月号に掲載された。ストーリーは、日本でも指折りの企業グループのお嬢様のはずなのに、お嬢様イメージからはほど遠い破天荒娘のお騒がせコメディーである。

## 書籍データ
1. 第1巻：新任婦警はラブ台風の巻 （1981年（昭和56年）24号 - 1981年（昭和56年）32号）
2. 第2巻：愛は兵器でうばいとれ!!の巻 （1981年（昭和56年）33号 - 1981年（昭和56年）42号）
3. 第3巻：さすらいの旅路の巻 （1981年（昭和56年）43号 - 1981年（昭和56年）52号）
4. 第4巻：ウエディングベルは誰がために…?の巻 （1982年（昭和57年）1号 - 1982年（昭和57年）8号）

| フジテレビ系 月曜ドラマランド | フジテレビ系 月曜ドラマランド    | フジテレビ系 月曜ドラマランド                  |
| 前番組                        | 番組名                           | 次番組                                         |
| ----------------------------- | -------------------------------- | ---------------------------------------------- |
| はいからさんが通る            | 特別機動少女隊 ホールド・アップ! | いたずらスチュワーデス! お嬢さまお手やわらかに |